# Mesohippus
†Mesohippus (gr. półkoń) – rodzaj wymarłych ssaków z rodziny koniowatych, jeden z przodków współczesnych koniowatych. Żył na przełomie eocenu i oligocenu (ok. 34-32 mln lat temu) w Ameryce Północnej. W odróżnieniu od swego przodka Hyracotherium wszystkie kończyny miał zakończone 3 palcami. Posiadał również twardsze uzębienie, co umożliwiało mu żywienie się, poza liśćmi, również mniejszymi gałęziami i korzonkami. Miał wielkość współczesnego wilka – ok. 60 cm wysokości w kłębie.

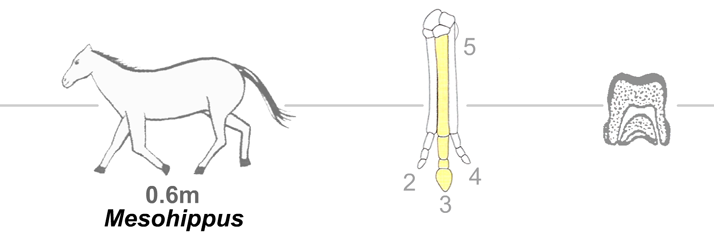
Dane anatomiczne Mesohippusa: wygląd ogólny, kończyna przednia, ząb trzonowy

| ← mln lat temuMesohippus |          |            |          |          |           |         |          |         |          |           |      |    |
| Prekambr←4,6 mld         | Kambr541 | Ordowik485 | Sylur443 | Dewon419 | Karbon359 | Perm299 | Trias252 | Jura201 | Kreda145 | Paleog.66 | Ng23 | Q2 |